# 奥尔德雷德大厦
奥尔德雷德大厦（法語：Édifice Aldred，又名）是一个装饰风艺术建筑，在加拿大魁北克省蒙特利尔老城区历史悠久的兵器广场。
该建筑在1931年完成，由巴雷特与布莱克德事务所（Barott and Blackader）的厄内斯特·伊斯贝尔·巴雷特（Ernest Isbell Barott）设计，高96米（316英尺），23层。建筑成本$2,851,076.00，同时，巴雷特努力设计一个现代建筑，适合广场的历史环境。该建筑的街影在第8、13和16层，使广场上能有更多的光线，使其具有主教座堂般的体量，类似毗邻的蒙特利尔圣母圣殿。该建筑使用石灰石，与该地区的其他建筑物相同。奥尔德雷德大厦还试图在并不直角相交的兵器广场和圣母街上都能开门，对准两条街，直到三楼，然后退后，成为圣母街上的广场。这个奇怪的角度很小，从街道平面看不出来。。
该大楼酷似纽约的帝国大厦，同年完成，是为纽约的国际金融公司奥尔德雷德有限公司建造。
巴雷特在1927年开始建造奥尔德雷德大厦，建筑的原设计稿只有12层楼高，因为蒙特利尔的建筑高度限制在130英尺（40）
巴雷特获利于1929年的一项条例，条例允许公共广场上的建筑的最大高度可以升高到200英尺（61），如果遵守一些限制的话。该建筑的总建筑面积为238,946平方英尺（22,198.8平方） 。

## 材料

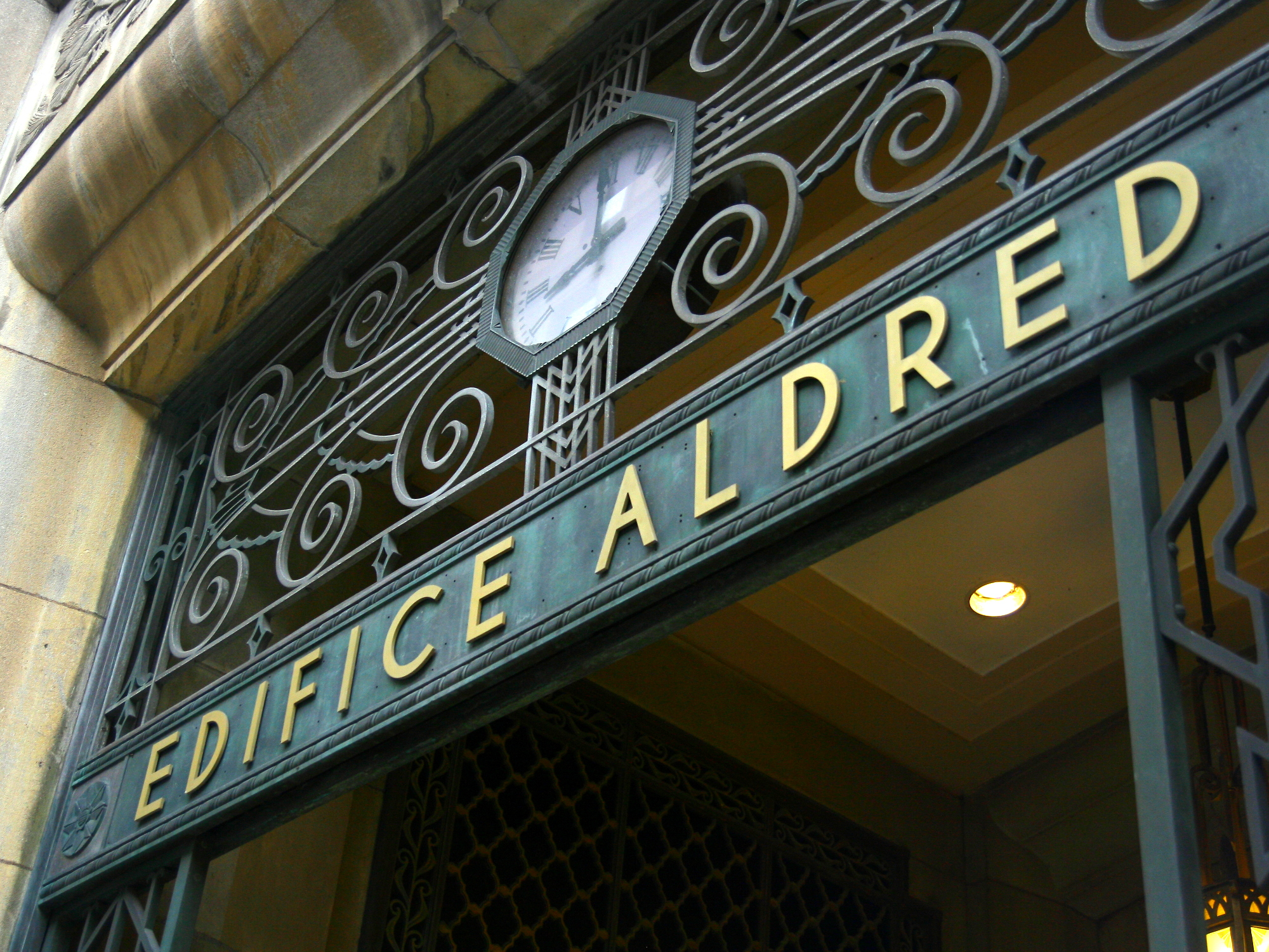